# Keylor Navas
Keylor Antoni Navas i Gamboa (San Isidro de El General, Costa Rica, 15 de desembre de 1986) és un futbolista costa-riqueny, que juga com a porter. Actualment sense equip.

## Trajectòria

### Deportivo Saprissa
Va debutar com a futbolista professional al Deportivo Saprissa, amb l'equip costa-riqueny va aconseguir sis campionats nacionals i una Copa de Campions de la Confederació del Nord, Centreamèrica i el Carib de Futbol Associació.

### Albacete Balompié
Al mercat d'estiu de l'any 2010 fitxa per l'Albacete Balompié que militava a la Segona divisió, tot i fer una molt bona temporada no pot evitar que el seu equip baixi a la Segona divisió espanyola de futbol B.

### Llevant Unió Esportiva
Després de la bona temporada a l'Albacete Balompié se'n va cedit al Llevant Unió Esportiva, guardant-se l'equip valencià una opció de compra. Debuta amb el Llevant Unió Esportiva en competició oficial el dia 13 de desembre del 2011 contra el Deportivo de La Corunya a Riazor, patit que va acabar 3-1 a favor dels gallecs, tot i que al partit de tornada el Llevant Unió Esportiva aconsegueix remuntar l'eliminatòria.
A la Lliga BBVA va debutar a l'última jornada del campionat, ja que Gustavo Adolfo Munúa Vera va complir el cicle de targetes, va fer una bona actuació i no va encaixar cap gol.

### Reial Madrid
El dia 3 d'agost de 2014 el Reial Madrid CF confirmà el fitxatge del porter per uns 10 milions d'euros, estipulats com a clàusula de rescissió del seu contracte amb el Llevant. Navas fitxà amb el Madrid per sis temporades. Després de jugar a l'ombra d'Iker Casillas durant les primeres temporades, va assolir el rol de primer porter. En el seu palmarès amb el club blanc destaquen les tres edicions consecutives de la Lliga de Campions disputades entre els anys 2015 a 2018.

### Paris Saint-Germain
El 2 d'agost de 2019 sortirà del Reial Madrid en direcció al vigent campió francès, el Paris Saint-Germain. Aquesta decisió es deurà a la incorporació del belga Tibout Courtois al seu exequip, que guanyarà aviat la confiança del tècnic Zinédine Zidane i es farà amb el lloc de porter titular. El club parisenc cedirà al francès Marrion Areola al Reial Madrid amb l'objectiu d'ocupar l'espai del costa-riqueny.

#### Cessió al Nottingham Forest i retorn al PSG
Després de la lesió a llarg termini de Dean Henderson, el 31 de gener de 2023, Navas va signar un contracte de cessió amb el club de la Premier League Nottingham Forest fins al final de la temporada. Va debutar amb el Forest el 5 de febrer, mantenint la porteria a zero en la victòria per 1–0 contra el Leeds United, i va ser nomenat jugador de l'encontre.
Després del seu retorn al PSG, Navas va ser inclòs a la plantilla de la Lliga de Campions per a la temporada 2023–24, després de rebutjar un trasllat al club saudita Al Hilal. El 11 de maig de 2024, va anunciar la seva sortida del PSG al final de la temporada.

## Internacional
Va debutar amb la seva selecció l'any 2008 contra la selecció de futbol de Surinam, partit en el qual els costa-riquenys van guanyar 1-4. Amb la selecció de futbol de Costa Rica va jugar la Copa d'Or de la Concacaf del 2009, on va ser escollit el millor porter. Fins ara ha jugat 32 partits amb Los Ticos.
Navas va debutar a la Copa Mundial de la FIFA el 14 de juny de 2014. Al maig de 2018, Navas va ser inclòs en la convocatòria final de l'equip per a la Copa del Món de 2018. Va ser titular en els tres partits de la fase de grups, va realitzar deu aturades i va encaixar cinc gols.
Al novembre de 2022, Navas va ser inclòs en la convocatòria final de l'equip per a la Copa del Món de 2022. Navas va disputar el seu últim partit internacional el 26 de març de 2024 en un amistós contra Argentina. El 23 de maig de 2024, Navas va anunciar la seva retirada de la selecció nacional.

## Palmarès
CD Saprissa
- 1 Lliga de Campions de la CONCACAF: 2005
- 6 Lligues costa-riquenyes: 2005-06, 2006-07, hivern 2007, estiu 2008, hivern 2008, estiu 2010

Reial Madrid CF
- 3 Lligues de Campions: 2015–16[16] i 2016–17,[17] 2017–18
- 3 Supercopes d'Europa: 2014,[18] 2016,[19] 2017
- 4 Campionats del món de clubs: 2014,[20] 2016,[21] 2017,[22] 2018
- 1 Lliga espanyola: 2016-17[23]
- 1 Supercopa d'Espanya: 2017[24]

Paris Saint-Germain
- 3 Ligue 1: 2019-20, 2021-22, 2023-24[25]
- 3 Copes franceses: 2019-20, 2020-21, 2023-24[26]
- 1 Copa de la lliga francesa: 2019-20
- 3 Supercopes franceses: 2020, 2022, 2023